# Charlie Sexton
Charlie Sexton é um cantor de rock e blues que gravou o único disco do Arc Angels, em conjunto com Doyle Bramhall II.

## Discografia
1. Cruel and Gentle Things
2. Under the Wishing Tree